# Cykelstativ
Et cykelstativ er en foranstaltning, til hvilken cykler sikkert kan fastgøres i forbindelse med parkering. Det kan både stå frit eller være fastgjort til underlaget eller et stationært objekt såsom en bygning.
Cykelstativer kan konstrueres af en række forskellige materialer. Holdbarhed, modstandsdygtighed i skiftende vejrlig, udseende og funktionalitet er ekstremt vigtige variable, når materialet skal udvælges. Materialer inkluderer rustfrit stål, stål, genbrugeligt plast og termoplast. 